# Ludwig von Gohr
Ludwig von Gohr (* 30. Juni 1707; † 2. Mai 1771 in Aken) war königlich-preußischer Oberst und Chef des Garnisons-Regiments Nr. 4.

## Leben

### Herkunft
Sein Vater war der preußische Hauptmann Georg von Gohr († 1736), seine Mutter eine geborene von Hohendorf.

### Militärlaufbahn
Er ging 1723 in preußische Dienste und kam als Fahnenjunker in das Infanterie-Regiment Nr. 13 (Dönhoff). Am 3. Mai 1730 wurde er Fähnrich, am 4. Dezember 1732 Seconde- und am 13. Juni 1737 Premier-Lieutenant. Am 4. August 1740 wurde er Stabshauptmann und als solcher in das neuerrichtete Füselier-Regiment Nr. 36 (Münchow) versetzt. Am 20. Juli 1742 erhielt er dort eine eigene Kompanie. Er kämpfte im Ersten und Zweiten Schlesischen Krieg. Er nahm an der Belagerung von Prag und Cosel teil.
In nach folgenden Siebenjährigen Krieg steig er schnell auf. Am 13. August 1756 wurde er Major, am 17. Februar 1760 Oberstleutnant und am 8. Februar 1761 Oberst. Er wurde 1757 in der Schlacht bei Leuthen schwer verletzt. 1759 nahm er an der Gefecht von Domitsch und Maxen teil. Vor der Gefecht bei Reichenberg besetzte er auf Befehl des preußischen Königs die Stadt Zittau, vor Kolin besetzte er Nienburg und Brandies, und vor der Schlacht bei Breslau besetzte er mit 1000 Mann Protsch bei Breslau. Nach dem Gefecht von Maxen ging er 1759 in österreichische Kriegsgefangenschaft. Erst nach dem Frieden von Hubertusburg wurde er entlassen.
Er wurde dann Kommandeur des Regiments Nr. 36. Aber 1769 wurde er dann in als Chef das Garnisons-Regiment Nr. 4 nach Acken versetzt, wo er 1771 starb.

### Familie
Er war mit Sophia Friderika von Quast († 9. April 1802), Witwe des Oberst von der Asseburg aus dem Infanterie-Regiment Nr. 36 („Münchow“). Die Ehe blieb kinderlos. Nach seinem Tod heiratete die Witwe den Generalleutnant Hans Ehrentreich von Bornstedt.